# Cystéinyl-ARNt synthétase
La cystéinyl-ARNt synthétase est une ligase qui catalyse la réaction :
ATP + L-cystéine + ARNtCys  {\displaystyle \rightleftharpoons }  AMP + pyrophosphate + L-cystéinyl-ARNtCys.
Cette enzyme assure la fixation de la cystéine, l'un des 22 acides aminés protéinogènes, sur son ARN de transfert, noté ARNtCys, pour former l'aminoacyl-ARNt correspondant, ici le cystéinyl-ARNtCys.